# Hans-Bert Matoul
 (17 août 2025).
Le texte peut changer fréquemment, n’est peut-être pas à jour et peut manquer de recul. N’hésitez pas à participer, en veillant à citer vos sources.
Hans-Bert Matoul (né le 2 juin 1945 à Langeln, dans l'arrondissement de Harz et mort le 17 août 2025) est un footballeur et entraîneur allemand.

## Biographie
En tant qu'attaquant, Hans-Bert Matoul fut international est-allemand à trois reprises entre février et mars 1974 pour un but inscrit. Il affronta la Tunisie, l'Algérie (il inscrivit son but à la 16e minute) et la Belgique. Malgré ses prestations, il ne fit pas partie des joueurs sélectionnés pour la Coupe du monde de football de 1974.
Il commença sa carrière au BSG Chemie Leipzig en 1965 jusqu'en 1971, remportant une Coupe de RDA en 1966. Puis il joua pour l'autre club de la ville, le Lokomotive Leipzig. Il ne remporta rien, mais il termina meilleur buteur du championnat est-allemand en 1974 avec 20 buts. Alors qu'il se trouve à son apogée, il reprend l'entreprise familiale et quitte le club, pour un club de division inférieure, le FC Einheit Wernigerode (de), mais il ne remporta rien.
Il fut ensuite l'entraîneur de 1984 à 1990 du FC Einheit Wernigerode, mais il ne remporta rien.

## Clubs

### En tant que joueur
- 1965-1971 :  BSG Chemie Leipzig
- 1971-1974 :  Lokomotive Leipzig
- 1974-1980 :  FC Einheit Wernigerode (de)

### En tant qu'entraîneur
- 1984-1990 :  FC Einheit Wernigerode (de)